# Кумалак (деревня)
Кумалак (баш. Ҡомалаҡ) — деревня в Янаульском районе Республики Башкортостан Российской Федерации. Входит в состав Старокудашевского сельсовета. В переводе означает «хмель».

## География

### Географическое положение
Находится на речке Бизмен, притоке реки Бадряшбаш. Расстояние до:
- районного центра (Янаул): 21 км,
- центра сельсовета (Старокудашево): 7 км,
- ближайшей ж/д станции (Янаул): 21 км.

## История
Деревня основана предположительно в середине 17 века башкирами Уранской волости Осинской дороги на собственных землях.
В 1748 году упоминается деревня Кумалаково при речке Кумалак, что свидетельствует о происхождении названия от гидронима. Тогда в ней проживало 39 душ мужского пола.
По договору 1774 о припуске здесь поселились ясачные татары, перешедшие в конце XVIII века в сословие тептярей. В 1795 году их насчитывалось 108 (65 мужчин, 43 женщины).
В 1816 году — 76 тептярей мужского пола. В 1834 году — 26 дворов и 213 жителей. В 1842 году у жителей деревни имелось 64 лошади, 80 коров, 140 овец, 60 коз. Пчеловоды имели 20 ульев. Было две мельницы. В 1859 году — 47 дворов и 281 человек (147 мужчин, 134 женщины).
В 1870 году — деревня Кумалакова 3-го стана Бирского уезда Уфимской губернии, 47 дворов и 310 жителей (154 мужчины и 156 женщин), все тептяри. Имелась мечеть; жители, кроме сельского хозяйства, занимались пчеловодством.
В 1896 году в деревне Кумалак Байгузинской волости IV стана Бирского уезда — 71 двор, 465 жителей (255 мужчин, 210 женщин), мечеть.
В 1906 году — 474 жителя.
В 1920 году по официальным данным в деревне 113 дворов и 561 житель (262 мужчины, 299 женщин), по данным подворного подсчета — 609 тептярей в 126 хозяйствах.
В 1926 году деревня относилась к Янауловской волости Бирского кантона Башкирской АССР.
В 1939 году в деревне 450 жителей, в 1959 году — 377.
В 1982 году население — около 270 человек.
В 1989 году — 203 человека (90 мужчин, 113 женщин).
В 2002 году — 154 человека (73 мужчины, 81 женщина), татары (68 %) и башкиры (28 %).
В 2010 году — 141 человек (68 мужчин, 73 женщины).
В мае 2005 года в деревне Кумалак открылся обелиск участникам ВОВ. Действуют начальная школа, ФАП, магазин.

## Население
| 2002 | 2009 | 2010 |
| ---- | ---- | ---- |
| 154  | ↘144 | ↘141 |

## Религия
В деревне есть мечеть.